# Vypínač

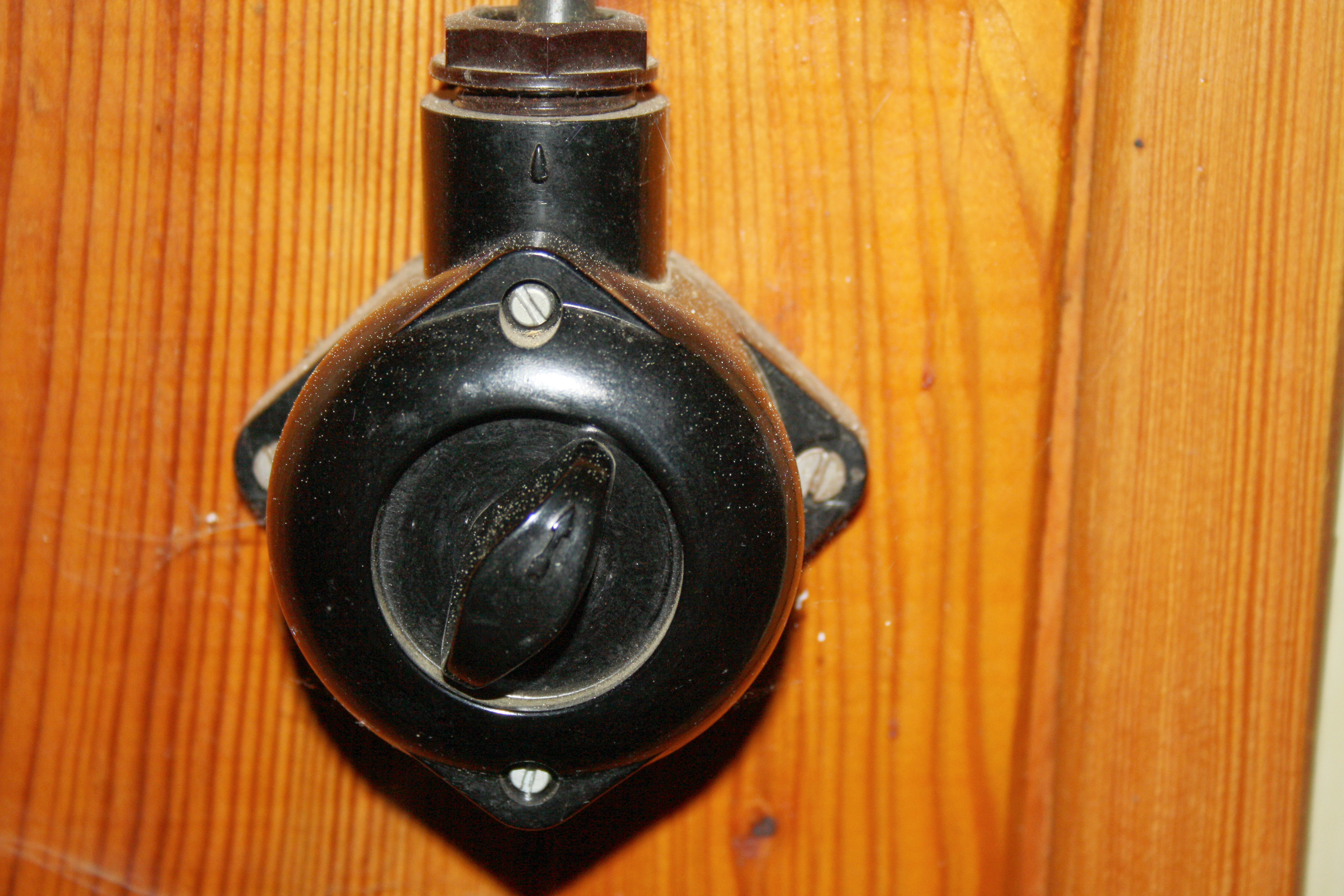
Otočný vypínač. Československo, asi 1955

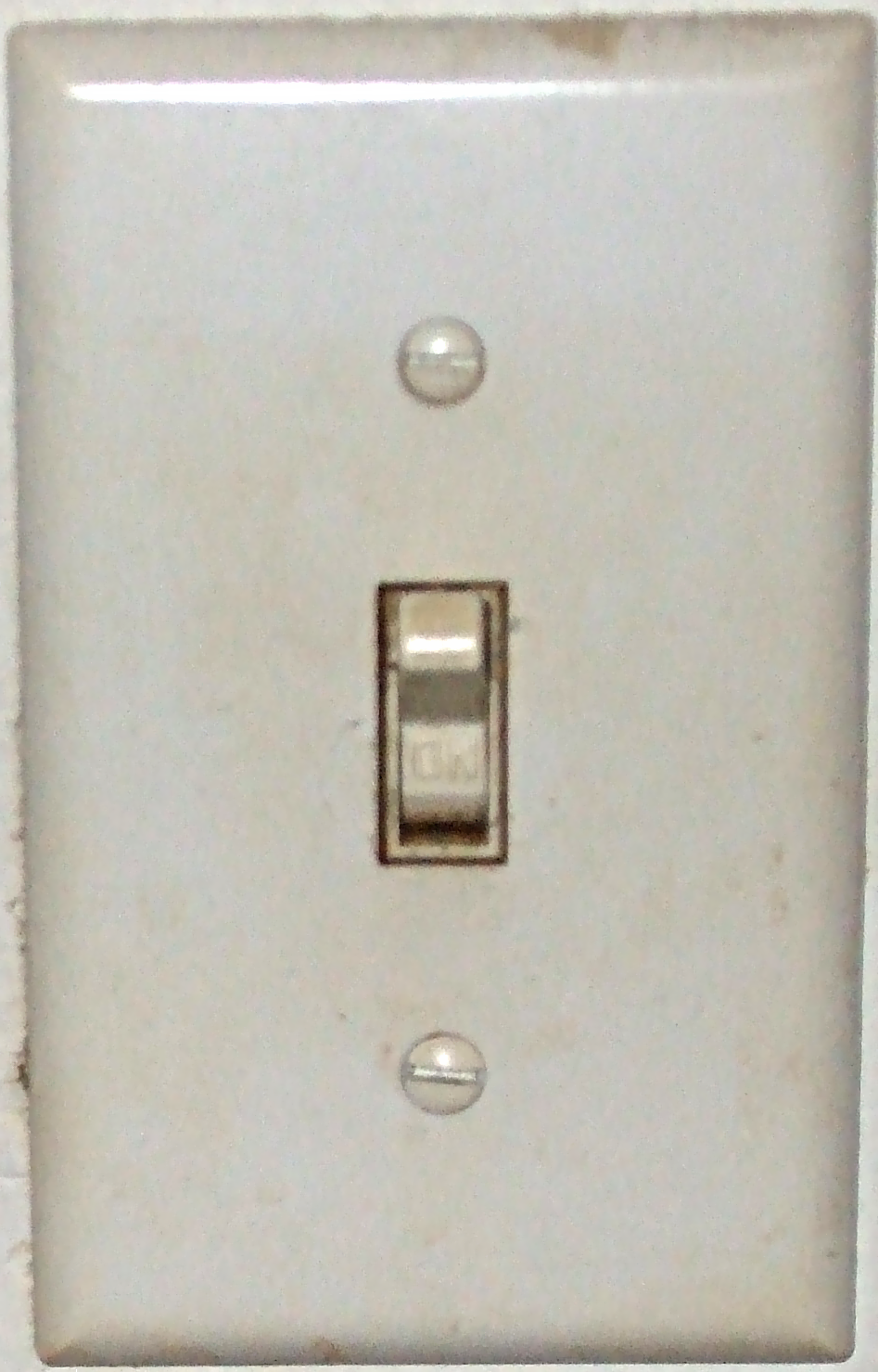
Páčkový vypínač. USA, asi 1970

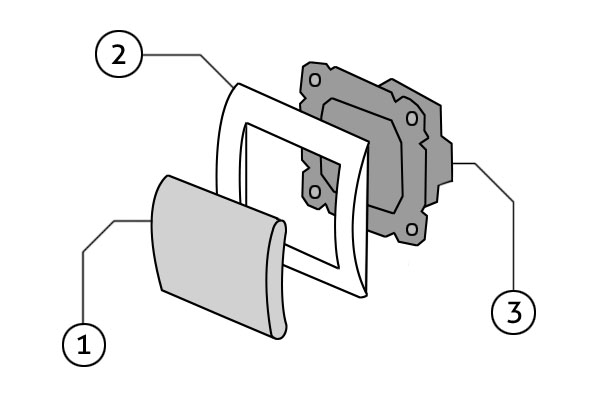
Díly vypínače:1) Klapka 2) Rámeček 3) strojek

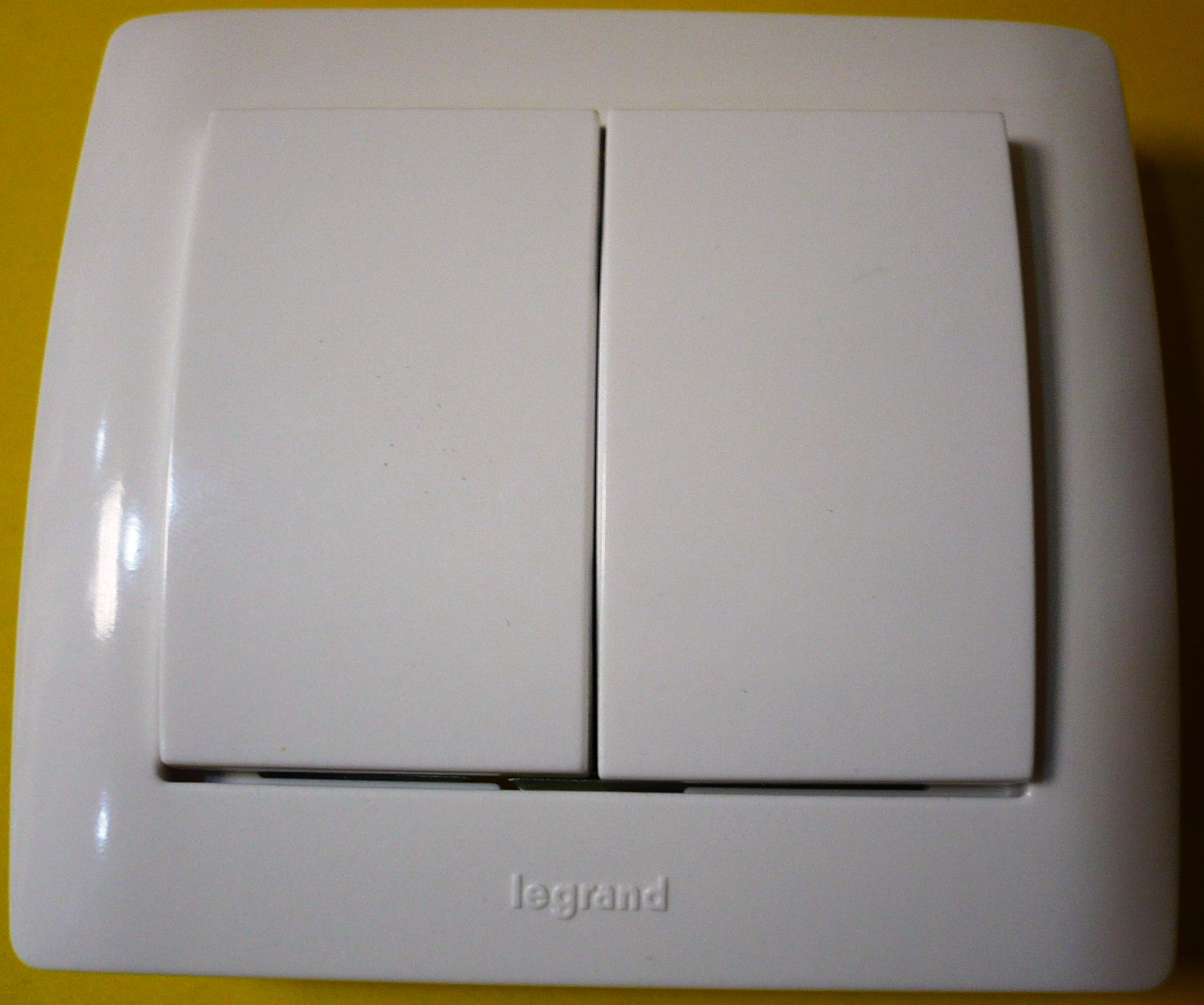
Sestavený velkoplošný vypínač. Evropa, 2008

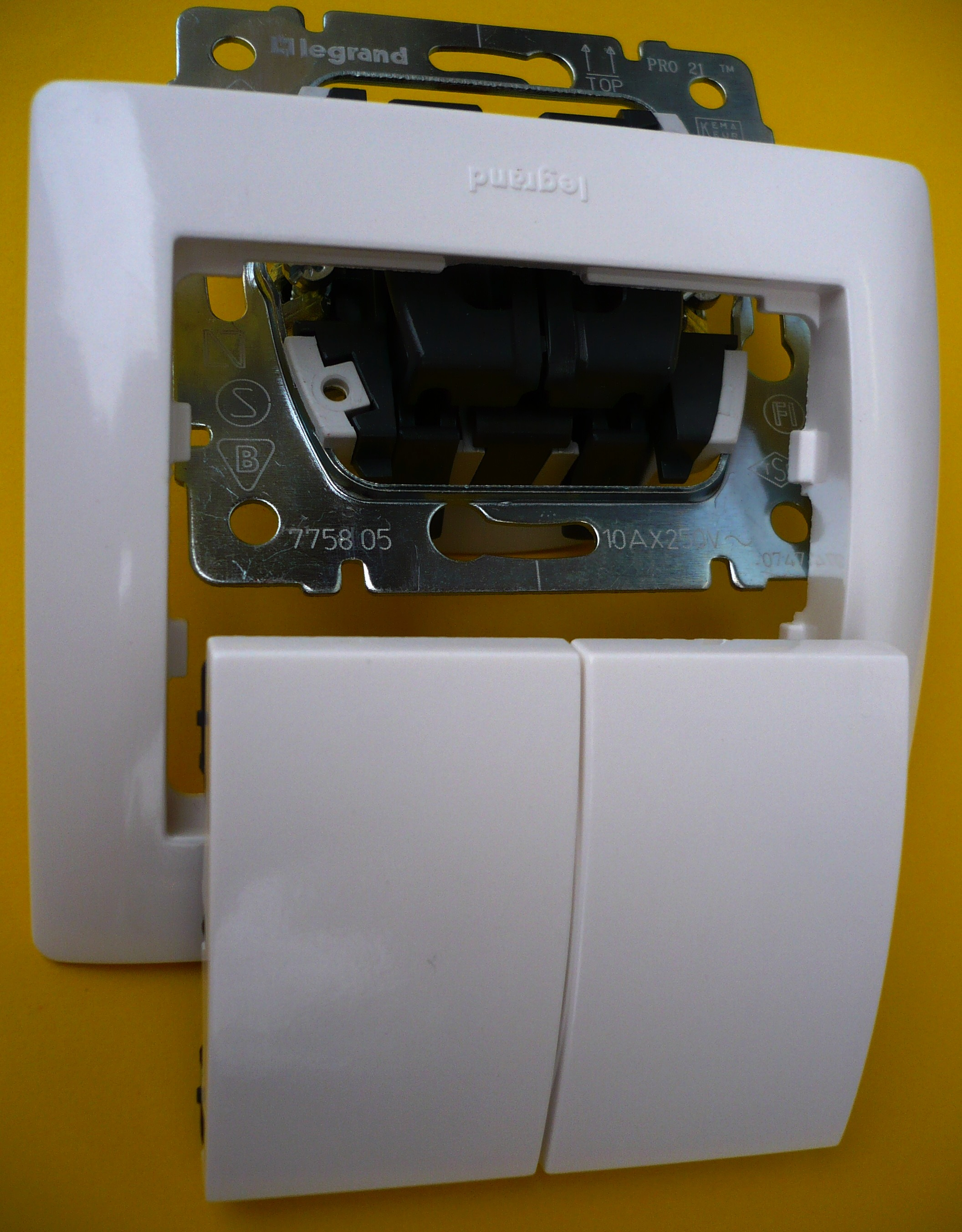
Rozložený velkoplošný vypínač. Evropa, 2008

Vypínač je ručně ovládaný mechanický spínač k zapínání a vypínání osvětlení. Je to důležitá součást elektroinstalace.

## Historie
Na počátku rozvoje elektrotechniky existovaly pouze elektrické obvody s nezakrytými spínači. Ty měly jen izolované držadlo a nenabízely žádnou další ochranu před dotykem částí pod napětím. S vynálezem žárovky Američanem Edisonem a příchodem elektrické instalace vznikla poptávka po bezpečném vypínači. Nejdříve byly vyvinuty otočné vypínače s pružinovým mechanismem. Byly montovány ve výši ramen (cca 1,50 metru). Při následné normalizaci elektroinstalace byla navržena dnešní doporučená výška 1,05 metru. Otočné vypínače byly následně nahrazeny páčkovými, protože ty jsou snazší na obsluhu. Později přišly ještě snáze použitelné kolébkové a klapkové vypínače. Moderní vypínače s velkoplošnou klapkou jsou označovány jako velkoplošné vypínače. Během vývoje se přešlo od montáže na povrch omítky ke dnes převažující montáži pod omítku. Tento způsob montáže účinněji chrání mechanismus přístroje před poškozením.

## Materiál pro výrobu vypínačů
Části vypínače, přístupné obsluze, jsou od počátku vyráběny z izolačních materiálů. První vypínače byly z porcelánu. Vzhledem ke křehkosti tohoto materiálu a pro úsporu výrobních nákladů byl porcelán nahrazen výlisky z bakelitu. Dnešní vypínače jsou z termoplastů, například z polypropylenu a polykarbonátu. Existuje však část výrobců, kteří se znovu vrací k výrobě viditelných částí z porcelánu. Jedná se o designové výrobky pro náročnější klientelu, u nichž se kromě estetické stránky cení vlastnosti tohoto materiálu, jako je odolnosti proti otěru, zašpinění, u barvených glazur pak stálost jejich odstínů.

## Instalace vypínačů
Při instalaci je nutné postupovat podle elektrotechnických norem. Vždy je třeba ve vypínači přerušovat fázový vodič, tak, aby po vypnutí nebylo na spotřebiči napětí. Vypínače ovládané z jednoho místa se montují podle národních zvyklostí. V Americe (USA, Kanada a jižní Amerika), kontinentální Evropě (zejména v EU), Rusku a většině Asie je poloha "zapnuto" páčkou či kolébkou směrem nahoru, poloha "vypnuto" dolů. Ve většině zemí Commonwealthu (zejména UK, Austrálie, Nový Zéland a Oceánie) a Irsku je poloha "zapnuto" dolů, poloha "vypnuto" nahoru. V Japonsku bývá zvykem montovat vypínače naležato, takže kolébka se přepíná zleva doprava a naopak. Orientují se pak podle zárubně dveří či jiného "orientačního bodu". Normy mají v otázce montážní polohy doporučující charakter; lze se od nich odchýlit, avšak v celém objektu by montáž měla být jednotná. Vypínače ovládané z více míst ("schodišťové") nemají stálé polohy. I zde však platí pravidlo, že pokud jsou kolébky (páčky) všech vypínačů "dole", pak je vypnuto (viz výše). Podle britských norem je to samozřejmě obráceně. Je maximálně žádoucí, aby to montéři dodržovali, neboť tak lze zajistit, že vypnutá poloha všech vypínačů je jednoznačně definována, a to bez ohledu na počet vypínačů, ovládajících společný obvod (světlo).

## Sestava vypínače
Vypínače pro domovní instalace určené pro montáž pod omítku jsou běžně nabízeny jako sestava tří komponent: strojek, rámeček, klapka. Strojek je skrytá část, která plní vlastní technickou funkci vypínače. Klapka je nejnápadnější část, hmatník, kterého se dotýkáme rukou při obsluze vypínače. Rámeček zakrývá přechod mezi klapkou a stěnou. Rámečky mohou být vícenásobné, to je ve společném rámečku může být montováno až pět přístrojů ve svislém nebo vodorovném směru. Rámečky sdružují do jediného celku několik vypínačů se stmívači, zásuvkami všeho druhu a různými ovládacími přístroji. Britské vypínače jsou obvykle v jednom celku - kryt je společný se strojkem a celá sestava se po zapojení vodičů montuje dvěma šrouby (samořezy) do instalační krabice. Vždy záleží na konkrétní konstrukci přístroje.

## Konstrukční detaily
Vypínače, tak jako i ostatní elektroinstalační přístroje se neupevňují přímo do zdi, ale na plastovou instalační krabici, která je zazděná , nebo upevněná v sádrokartonu. Instalační krabice mají různé hloubky, ale v Evropě jednotnou velikost. V Česku je běžné upevňovat vypínače přišroubováním do dutinek vylisovaných v krabici. Normalizovaná rozteč středů těchto dutinek je 60 mm (průměr krabice je pak 68 mm, což je obsaženo v označení standardních elektroinstalačních krabic KU-68 a KP-68). Toto je sjednoceno v celé EU, avšak je to normalizováno i ve většině ostatního světa.  Tomu odpovídají i otvory na strojku vypínačů. Některé řady vypínačů jsou navíc vybaveny takzvanými drápky, kovovými rozpěrkami, které se otáčením šroubu rozpínají a opřou se o boky instalační krabice. To umožňuje přesnou instalaci vypínače i tam, kde se zazdění krabice úplně nevydařilo. Instalační krabice existují pro samostatnou montáž nebo pro skupinovou montáž pod vícenásobné rámečky. Pro vícenásobnou montáž se krabice spojují vnějšími výstupky k sobě, aby byla zachována přesná rozteč otvorů. Existují také vícenásobné krabice, určené především do sádrokartonu. A konečně existují i krabice pro nástěnnou montáž, sladěné tvarem i barvou s elektroinstalačními lištami. Tyto krabice umožní použít vypínače pro montáž pod omítku i v instalaci na povrchu stěn. Elektrické připojení vodičů ve vypínačích bylo zpočátku do šroubových svorek. Šroubové připojení se u některých řad vypínačů zachovalo dodnes. Jen původní šrouby s drážkou byly nahrazeny šrouby s univerzální hlavou pro použití jak plochého nebo křížového šroubováku. U novějších řad vypínačů jsou běžné bezšroubové svorky. Jsou to pružinové svorky, do kterých se pouze zasunuje odizolovaný pevný vodič. Šroubovák je potřebný pouze při případné demontáži. Každá řada vypínačů obsahuje i provedení s kontrolkou. Ta signalizuje buď umístění vypínače (orientační kontrolka), nebo zapnutý stav (signalizační kontrolka). Kontrolka je buď doutnavka nebo LED a je součástí strojku. V klapce je jen průsvitný průzor.

## Základní provedení spínačů

### Spínače
Mají dvě stabilní polohy, do kterých se vypínač stlačením klapky překlápí. Po oddálení ruky zůstane vypínač ve zvolené poloze.
Jednopólový spínač – řazení 1Má jeden vstup a jeden výstup. V jedné poloze jsou kontakty oddálené, elektrický obvod je přerušen. Ve druhé poloze jsou kontakty přitisknuty k sobě, obvod je uzavřen. Používá se tam, kde z jediného místa ovládáme jediné svítidlo (jediný okruh). Jeho obdobou jsou spínače zabudované přímo do lamp, nebo do přívodních kabelů k lampám.
Dvoupólový spínač – řazení 2Má dva vstupy a dva výstupy. Funkce je stejná jako u spínače č. 1. Má jednu ovládací klapku a zapíná/vypíná dva vodiče (obvody) současně.
Trojpólový spínač – řazení 3Má tři vstupy a tři výstupy společně ovládané. Funkce je stejná jako u spínače č. 1. Má jednu klapku. Nejčastěji se používá jako trojfázový spínač sporáku.
Čtyřpólový spínač – řazení 3 03Nesprávně je označován trojpólový spínač s vypínáním středního vodiče. Má čtyři vstupy a čtyři výstupy společně ovládané. Má jednu klapku. Používá se zpravidla u třífázových rozvodů; proti spínači č. 3 je bezpečnější, protože rozpíná zároveň fázové vodiče i nulový vodič.
Hotelový přepínač – řazení 4Má jeden společný elektrický přívod a dva vývody. Umožňuje spínat dva obvody. Poloha 1 zapnut jen obvod 1. Poloha 2 zapnut jen obvod 2. Poloha 3 vypnuto vše, tj. obvod 1 i obvod 2. Název vychází z použití v hotelových pokojích, kdy umožňoval zapnout buď jen lustr nebo jen lampičku na nočním stolku.
Sériový spínač – řazení 5Tzv. lustrový spínač. Zdvojený spínač č. 1 s jedním společným přívodem a dvěma nezávisle ovládanými vývody. Má dělenou klapku. Umožňuje samostatně ovládat dva nezávislé obvody. Název (který vychází z použití na lustru se dvěma skupinami žárovek paralelně zapojených žárovek) je sice vžitý, avšak nesprávný a matoucí. Název vychází z toho, že lustry mívaly dva nezávislé okruhy, každý na jinou páčku - například 3 žárovky a 1 žárovka.
Střídavý přepínač – řazení 6Též schodišťový spínač. Má jeden společný přívod a dva vývody, ke kterým tento společný přívod střídavě připojuje. Má jednoduchou klapku. Dvojice schodišťových spínačů je využívána ke spínání jednoho obvodu (svítidla) ze dvou míst. Typické využití je ovládání osvětlení z obou konců průchozí chodby nebo schodiště, odtud je odvozen i název. Je možné použít jen přívod a jeden z vývodů, pak nahradí spínač č.1.
Křížový přepínač – řazení 7Má dva oddělené vstupy a dva výstupy pro každý vstup (celkem 4 výstupy). Funkčně jde o zdvojený přepínač č. 6 s mechanickou vazbou mezi oběma částmi, takže se přepínají zároveň. Má jednu nedělenou klapku. Libovolný počet křížových přepínačů se zařazuje mezi dvojici střídavých (schodišťových) přepínačů. Křížový přepínač je využíván ke spínání jednoho obvodu (svítidla) ze třetího a dalšího místa.
Sériový přepínač střídavý – řazení 5ASkládá se z rozpůlené klapky, kde na jedné straně je spínač č.1 a na druhé přepínač č.6. Slouží k ovládání dvou obvodů z jednoho místa a jeden z nich jde ovládat ze dvou míst. (Vžitý laický název je nesprávný – jde o paralelní zapojení, nikoliv o sériové.)
Dvojitý přepínač střídavý – řazení 5BSkládá se z rozpůlené klapky, kde na obou stranách jsou přepínače č.6. Slouží k ovládání dvou obvodů ze dvou míst. Také se označuje jako 6+6.

### Tlačítko
Tlakem ruky se přepne mechanismus tlačítka do další polohy. Tlačítka se vyrábí v mnoha variacích provedení. Tlačítka mohou mít jednu stabilní polohu, do které se tlačítko vrací po uvolnění. Tlačítka mohou mít dvě stabilní polohy do první polohy se může vrátit například druhým stiskem. Tlačítka mohou mít jednu stabilní polohu a druhou aretovanou, kterou je nutno uvolnit zvláštním zásahem (STOP). Tlačítka mohou být zajištěna zámkem proti zásahu nepovolanou osobou. Výčet provedení není konečný.
Tlačítka mají jeden nebo kombinaci více spínacích a rozpínacích kontaktů. Konfiguraci si obvykle určuje zákazník. Některá tlačítka mohou mít i více (tři) poloh pro stisknutí.
Tlačítko schodišťového automatu vysílá impuls, signál pro sepnutí schodišťového automatu. Schodišťový automat je časový spínač nebo impulsní (paměťového) relé. Schodišťový automat sepne a po nastavené době vypne ovládaný obvod (rozsvítí světlo a zhasne osvětlení ve společných prostorách bytových domů). Některé typy schodišťových automatů umožňují opakovaným stisknutím tlačítka prodloužit dobu svícení. Pro ovládání schodišťového automatu může být zapojeno větší množství tlačítek.
Jiné použití tlačítek je například pro spuštění ventilátorů s časovým spínačem například v koupelnách a je obdobou schodišťového automatu. Tlačítko dává spínací impuls do časového spínače, který spustí ventilátor na nastavenou dobu. Méně známé, ale výhodné je použití tlačítek pro ovládání obvodu (osvětlení) pomocí impulsního relé. Každý impuls z tlačítka překlopí výstup relé mezi sepnutým a rozepnutým stavem (bistabilní klopný obvod). V tomto stavu relé setrvá až do dalšího impulsu. Impulsní relé je možné umístit přímo do svítidla nebo do přívodu svítidla. Připojených ovládacích tlačítek může být větší množství. Obvod umožňuje ovládat obvod (osvětlení) z více míst. Tlačítko mívá jen dva přívodní vodiče. Zapojení impulsních tlačítek je jednodušší v porovnání se zapojením s křížovými a střídavými přepínači.

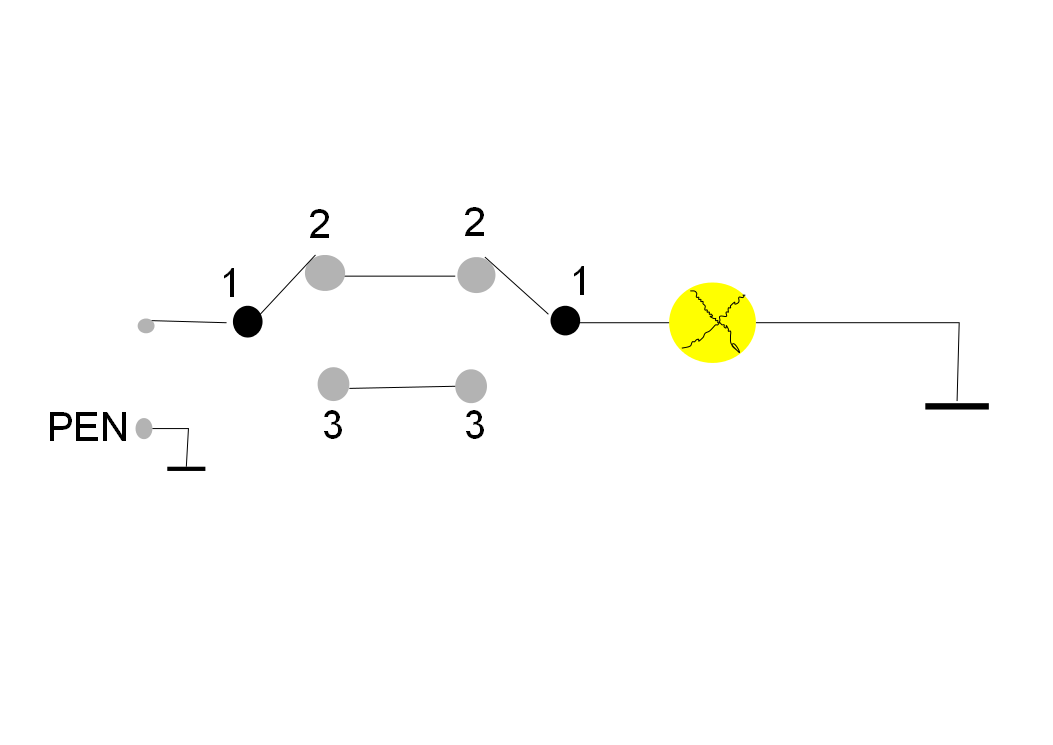
Schodišťový přepínač

### Ostatní přístroje k ovládání osvětlení
Do instalačních krabice místo jednoduchých vypínačů je možné osaditi jiné ovládací přístroje s pokročilými funkcemi. Ty nahrazují nebo doplňují funkci základních spínačů.
- Stmívač - otočný nebo tlačítkový. Snižuje intenzitu osvětlení, umožňuje i zapnutí a vypnutí
- Šerospínač - podle nastavení spíná svítidlo při snížení intenzity okolního osvětlení. Tím udržuje nastavenou minimální úroveň osvětlení.
- Pohybové čidlo - při pohybu v dosahu senzoru sepne na nastavenou dobu osvětlení.

## Hlavní vypínač
Hlavní vypínač je v instalacích typicky umisťován do rozvaděče, například pro odpojení celé domácnosti, chatky či provozu. Ve starém klasickém černém bakelitovém provedení mívá nápis „Tahem zapni, stiskem vypni!“.
Hlavní vypínač tedy bývá skrytý, například za dvířky rozvaděče, na rozdíl od bezpečnostních vypínačů typu "total stop", které bývají červené a úmyslně v dosahu obsluhy.
Hlavní vypínač může mít i jen místní funkci pro jedno dané zařízení, typicky pro trvalé zapojení spotřebiče do zdi, bez zásuvky. Například kuchyňský sporák nebo trouba bývá připojen přes vypínač s doutnavkou.